# Diaspora (roman)
 (novembre 2024).
La mise en forme du texte ne suit pas les recommandations de Wikipédia : il faut le « wikifier ».
Les points d'amélioration suivants sont les cas les plus fréquents :
- Les titres sont pré-formatés par le logiciel. Ils ne sont ni en capitales, ni en gras.
- Le texte ne doit pas être écrit en capitales (les noms de famille non plus), ni en gras, ni en italique, ni en « petit »…
- Le gras n'est utilisé que pour surligner le titre de l'article dans l'introduction, une seule fois.
- L'italique est rarement utilisé : mots en langue étrangère, titres d'œuvres, noms de bateaux, etc.
- Les citations ne sont pas en italique mais en corps de texte normal. Elles sont entourées par des guillemets français : « et ».
- Les listes à puces sont à éviter, des paragraphes rédigés étant largement préférés. Les tableaux sont à réserver à la présentation de données structurées (résultats, etc.).
- Les appels de note de bas de page (petits chiffres en exposant, introduits par l'outil «  Source ») sont à placer entre la fin de phrase et le point final[comme ça].
- Les liens internes (vers d'autres articles de Wikipédia) sont à choisir avec parcimonie. Créez des liens vers des articles approfondissant le sujet. Les termes génériques sans rapport avec le sujet sont à éviter, ainsi que les répétitions de liens vers un même terme.
- Les liens externes sont à placer uniquement dans une section « Liens externes », à la fin de l'article. Ces liens sont à choisir avec parcimonie suivant les règles définies. Si un lien sert de source à l'article, son insertion dans le texte est à faire par les notes de bas de page.
- La présentation des références doit suivre les conventions bibliographiques. Il est recommandé d'utiliser les modèles {{Ouvrage}}, {{Chapitre}}, {{Article}}, {{Lien web}} et/ou {{Bibliographie}}. Le mode d'édition visuel peut mettre en forme automatiquement les références.
- Insérer une infobox (cadre d'informations à droite) n'est pas obligatoire pour parachever la mise en page.

Pour une aide détaillée, merci de consulter Aide:Wikification.
Si vous pensez que ces points ont été résolus, vous pouvez retirer ce bandeau et améliorer la mise en forme d'un autre article.
Pour les articles homonymes, voir Diaspora (homonymie).
Diaspora est un roman de science-fiction de l'écrivain australien Greg Egan, publié en 1997. L'œuvre explore des thèmes tels que le transhumanisme, la nature de la conscience et l'évolution post-humaine dans un futur lointain.

## Résumé
Dans un futur lointain, l'humanité s'est divisée en plusieurs groupes distincts :
- les « enchairés » (fleshers) : des humains biologiques, certains ayant subi des modifications génétiques pour s'adapter à divers environnements ;
- les « robots gleisner » : des intelligences basées sur des logiciels, habitant des corps robotiques et interagissant avec le monde physique en temps réel ;
- les « citoyens » (citizens) : des intelligences désincarnées fonctionnant entièrement au sein de réalités virtuelles appelées polises.

Le roman suit Yatima, un citoyen né spontanément dans la polis de Konishi. Après la découverte d'un événement cosmique catastrophique menaçant la Terre, Yatima et d'autres citoyens entreprennent un voyage interstellaire pour comprendre les mystères de l'univers et assurer la survie de leur espèce.

## Thèmes principaux
Diaspora aborde plusieurs thèmes centraux :
- transhumanisme : l'évolution de l'humanité au-delà de sa forme biologique traditionnelle ;
- conscience et identité : la nature de la conscience lorsqu'elle est détachée du corps physique ;
- exploration cosmique : la quête de compréhension de l'univers et des lois physiques qui le régissent.

## Réception critique
À sa sortie, Diaspora a été salué pour sa profondeur intellectuelle et son exploration audacieuse de concepts scientifiques complexes. 
Dans une critique de 1997, Kirkus Reviews décrit le roman comme « un récit époustouflant du futur lointain, complexe et totalement captivant », soulignant l'ampleur de ses concepts scientifiques.
Sur la plateforme Goodreads, Diaspora a reçu une note moyenne de 4,11 sur 5, basée sur plus de 10 000 évaluations, reflétant une forte appréciation de ses lecteurs pour sa complexité et sa créativité intellectuelle.
Une critique publiée en 2002 sur SFBook.com affirme que « Greg Egan est constant dans sa capacité à étonner » et considère Diaspora comme un exemple parfait de « science-fiction dure à son meilleur ».
En France, L'épaule d'Orion décrit Diaspora comme « l’un des plus importants romans de la hard-SF moderne », saluant la manière dont Egan intègre les théories scientifiques complexes au cœur de sa narration.
Dans un article publié sur En attendant Nadeau, Sébastien Omont qualifie Diaspora de « chef-d'œuvre de la science-fiction », mettant en avant la profondeur de son univers et son exploration des limites de la condition humaine.
Cependant, certains lecteurs ont trouvé le roman difficile d'accès en raison de son jargon technique et de ses concepts abstraits, ce qui est une critique récurrente dans les discussions sur la littérature de science-fiction dure. Le blog Les Lectures de Xapur qualifie le style de Greg Egan de « rédhibitoire » pour certains, évoquant un « luxe de détail dans un jargon scientifique ». Sur SensCritique, un utilisateur rapporte que le livre « [lui] a fait se sentir con », soulignant ainsi la difficulté d'accès du texte pour des lecteurs non familiers avec les concepts scientifiques avancés.

## Éditions
- Diaspora, Millennium, 1997, 376 p.,  (ISBN 0-7528-0925-3)
- Diaspora, Le Bélial', 2019, 480 p., (ISBN 978-2-84344-945-0) édité erroné